# 정언 명령
정언명령(定言命令, Kategorischer Imperativ, Categorical Imperative)은 정언적 명령 또는 단언적(斷言的) 명령, 무상(無上) 명이라고 한다.
칸트에 따르면, 도덕법칙은 이 세상의 행복을 얻기 위한 수단으로서, 이렇게 저렇게 해야 한다는 것이 아니다. 즉 “만약 행복해지려면 …하라!”(가언 명령(假言命令))라는 가설, 조건을 필요로 하지 않는다. 행복한가 어떤가에 관계없이 무조건으로 반드시 절대적으로(Absolute Maxim) 이렇게 해야(되어야) 한다고 명령한다(정언 명령). 도덕법칙은 그 자체가 최고의 가치를 지니며, 어떤 수단이 되지는 않는다. 따라서 도덕법칙은 정언적(定言的)·단언적(斷言的)인 지상 명령인 것이다. 칸트는 이 정언 명령을 “그대가 하고자 꾀하고 있는 것이 동시에 누구에게나 통용될 수 있도록 행하라!”라고 정식화(定式化)했다. 정언명령은 무조건적이며, 어떤 선행적 목적이나 목표에 의존하지 않는다. 대상에 따른 주관적 사고를 통한 수단적 접근(무엇을 이루기 위해서 상대한다, 가언적)이 아니라 주관적 사고를 배제한 인간 본연의 목적에 기반한 조건없는 누구에게나 같은 도덕적 행동을 요구한다. 칸트는 특정한 원리들을 미리 규정하지 않고 모든 타당한 도덕 원리가 따라야만 하는 일반적인 시금석을 제시함으로써 인간 주체성의 초월적 특징은 객관적 세계에 대한 지식뿐만 아니라 내부의 도덕 법칙에 관한 지식의 토대를 제공했다.

## 준칙(격률)과의 차이
준칙 또는 격률은 개인이 갖고 있는 실천이성으로 각자마다 기준이 다르기 때문에 반드시 보편성의 원칙과 인격성을 통과해야 도덕법칙으로 간주되며 이런 도덕법칙을 정언명령이라고 한다.

## 같이 보기
- 황금률
- 칸트주의
- 규범윤리학

## 참고 자료
- 이 문서에는 다음커뮤니케이션(현 카카오)에서 GFDL 또는 CC-SA 라이선스로 배포한 글로벌 세계대백과사전의 "〈도덕법칙·의무 등〉 정언적 명령." 항목을 기초로 작성된 글이 포함되어 있습니다.